# أبو منديل
أبو منديل قرية سوريّة تتبع إداريّاً لمحافظة حلب منطقة منبج ناحية أبو كهف، بلغ تعداد سكانها 578 نسمة حسب التعداد السكاني لعام 2004.